# 厲侯 (蔡)
厲侯（れいこう、生没年不詳）は、西周時代の蔡の君主。宮侯の子で、宮侯の後を受けて蔡国の君主となった。